# 24956 Qiannan
24956 Qiannan este o planetă minoră (asteroid), cu un diametru de 8,815 km, din centura de asteroizi. A fost descoperită pe 26 septembrie 1997 la Xinglong Station⁠(d) de Beijing Schmidt CCD Asteroid Program⁠(d). 
Obiectul prezintă o orbită caracterizată de o semiaxă mare de 3,1344692 UAi, o excentricitate de 0,16, o înclinație de 4,65802 ° în raport cu ecliptica.